# Adolf Presber
Adolf Presber (* 8. November 1896 in Ramschied; † 26. Oktober 1997 in Wiesbaden-Sonnenberg) war ein deutscher Maler und Grafiker.

## Werdegang
Presber besuchte vom 8. bis zum 14. Lebensjahr die Volksschule, ab dem 11. Lebensjahr auch die Schule zur Vorbildung für künstlerische und technische Berufe in Biebrich am Rhein. Anschließend ging er bei einem Dekorationsmaler in die Lehre. In der Folgezeit erkrankte Presber an einer schweren Augenerkrankung. Im Ersten Weltkrieg diente er deshalb nur als Hilfsfreiwilliger bei der Post. Dass ihm das Geld zum Kunststudium fehlte, verbitterte ihn, er erlitt einen Nervenzusammenbruch und verbrachte einige Wochen im Lazarett. Dort fand er viel Zeit zum Zeichnen und sein Talent wurde entdeckt. Man beorderte ihn zur Illustration eines Buches zum Militärstab nach Brüssel. In den folgenden Jahren absolvierte Presber das Abitur, um Zeichenlehrer werden zu können. Presber studierte von 1919 bis 1922 an den Kunstgewerbeschulen in Wiesbaden und Mainz und verdiente sich den Lebensunterhalt mit Gebrauchsgraphiken und Plakat- und Schildermalereien. Ab 1922 studierte er dann bei Peter Halm an der Münchner Kunstakademie. Später setzte er seine Studien am Städel in Frankfurt am Main fort.

## Werk
Er schuf mehrere Wand- und Altargemälde in Wiesbaden, in Weisel und in Gemmerich.

## Ehrungen
- 1980: Verdienstkreuz am Bande der Bundesrepublik Deutschland